# Municipio de Royal (Arkansas)
El municipio de Royal (en inglés: Royal Township) es un municipio ubicado en el condado de White en el estado estadounidense de Arkansas. En el año 2010 tenía una población de 703 habitantes y una densidad poblacional de 11,24 personas por km².

## Geografía
El municipio de Royal se encuentra ubicado en las coordenadas 35°6′11″N 92°1′36″O / 35.10306, -92.02667. Según la Oficina del Censo de los Estados Unidos, el municipio tiene una superficie total de 62.52 km², de la cual 62,51 km² corresponden a tierra firme y (0,01 %) 0,01 km² es agua.

## Demografía
Según el censo de 2010, había 703 personas residiendo en el municipio de Royal. La densidad de población era de 11,24 hab./km². De los 703 habitantes, el municipio de Royal estaba compuesto por el 94,59 % blancos, el 1 % eran afroamericanos, el 1,14 % eran amerindios, el 1,42 % eran asiáticos, el 0,28 % eran de otras razas y el 1,56 % eran de una mezcla de razas. Del total de la población el 1,42 % eran hispanos o latinos de cualquier raza.